# Oxira marginata
Oxira marginata là một loài bướm đêm trong họ Noctuidae.